# Kazakhstan International 2015
Die Kazakhstan International 2015 im Badminton fanden vom 7. bis zum 12. Juli 2015 in Uralsk statt.

## Sieger und Platzierte
| Disziplin    | Gold                                 | Silber                                 | Bronze                                  |
| ------------ | ------------------------------------ | -------------------------------------- | --------------------------------------- |
| Herreneinzel | Vladimir Malkov                      | Anatoliy Yartsev                       | Alen Roj                                |
| Herreneinzel | Vladimir Malkov                      | Anatoliy Yartsev                       | Emre Vural                              |
| Dameneinzel  | Evgeniya Kosetskaya                  | Lianne Tan                             | Soraya Aghaei Hajiagha                  |
| Dameneinzel  | Evgeniya Kosetskaya                  | Lianne Tan                             | Ksenia Polikarpova                      |
| Herrendoppel | Lim Ming Chuen Ong Wei Khoon         | Gordey Kosenko Vadim Novoselov         | Emre Vural Sinan Zorlu                  |
| Herrendoppel | Lim Ming Chuen Ong Wei Khoon         | Gordey Kosenko Vadim Novoselov         | Aleksandr Vasilkin Anatoliy Yartsev     |
| Damendoppel  | Tatjana Bibik Ksenia Polikarpova     | Negin Amiripour Soraya Aghaei Hajiagha | Anna Krasnoschekova Anastasia Nesterova |
| Damendoppel  | Tatjana Bibik Ksenia Polikarpova     | Negin Amiripour Soraya Aghaei Hajiagha | Lekha Shehani Veronika Sorokina         |
| Mixed        | Anatoliy Yartsev Evgeniya Kosetskaya | Bolriffin Khairul Tor Ng Sin Er        | Muhammad Shahdan Mat Desa Chew Han Huey |
| Mixed        | Anatoliy Yartsev Evgeniya Kosetskaya | Bolriffin Khairul Tor Ng Sin Er        | Artem Serpionov Tatjana Bibik           |